# Quốc kỳ Đan Mạch
Quốc kỳ Đan Mạch (tiếng Đan Mạch: Dannebrog; phát âm [ˈtænəˌpʁoˀ]) là một lá cờ màu đỏ, có hình thập tự màu trắng kéo dài tới các cạnh. Thiết kế hình thánh giá trên cờ thể hiện cho Kitô giáo, sau đó đã được các nước Bắc Âu áp dụng trên quốc kỳ của họ; quốc kỳ Thụy Điển, quốc kỳ Na Uy, quốc kỳ Phần Lan, quốc kỳ Iceland, cờ quần đảo Åland, cờ quần đảo Faroe cũng như cờ của các quần đảo Shetland và quần đảo Orkney thuộc Scotland. Trong thời kỳ liên minh cá nhân giữa Đan Mạch và Na Uy, quốc kỳ Đan Mạch cũng là quốc kỳ của Na Uy và tiếp tục như vậy, với một chút sửa đổi, cho tới năm 1821 khi Na Uy đưa ra Quốc kỳ Na Uy hiện nay.
Do nguồn gốc huyền thoại của lá cờ này bắt nguồn từ thế kỷ thứ XIII, quốc kỳ Đan Mạch được xem là quốc kỳ lâu đời nhất được liên tục sử dụng cho đến nay. Sách kỷ lục Guinness (năm 2010) đã ghi nhận Dannebrog là "quốc kỳ lâu đời nhất thế giới" hiện vẫn còn được sử dụng, khi tính từ lần đầu tiên được chính thức sử dụng năm 1625. Theo huyền thoại thì Đan Mạch có được lá cờ này trong Trận Lyndanisse năm 1219. Các người Đan Mạch gặp khó khăn trong cuộc Thập tự chinh ở Estonia, nhưng sau khi cầu xin Chúa thì có một lá cờ từ trời rơi xuống. Sau khi nhận được lá cờ, vua Valdemar II của Đan Mạch đã đánh bại các người Estonia. Các việc sử dụng lá cờ này được ghi chép lần đầu vài thế kỷ sau đó.

## Nguồn gốc huyền thoại

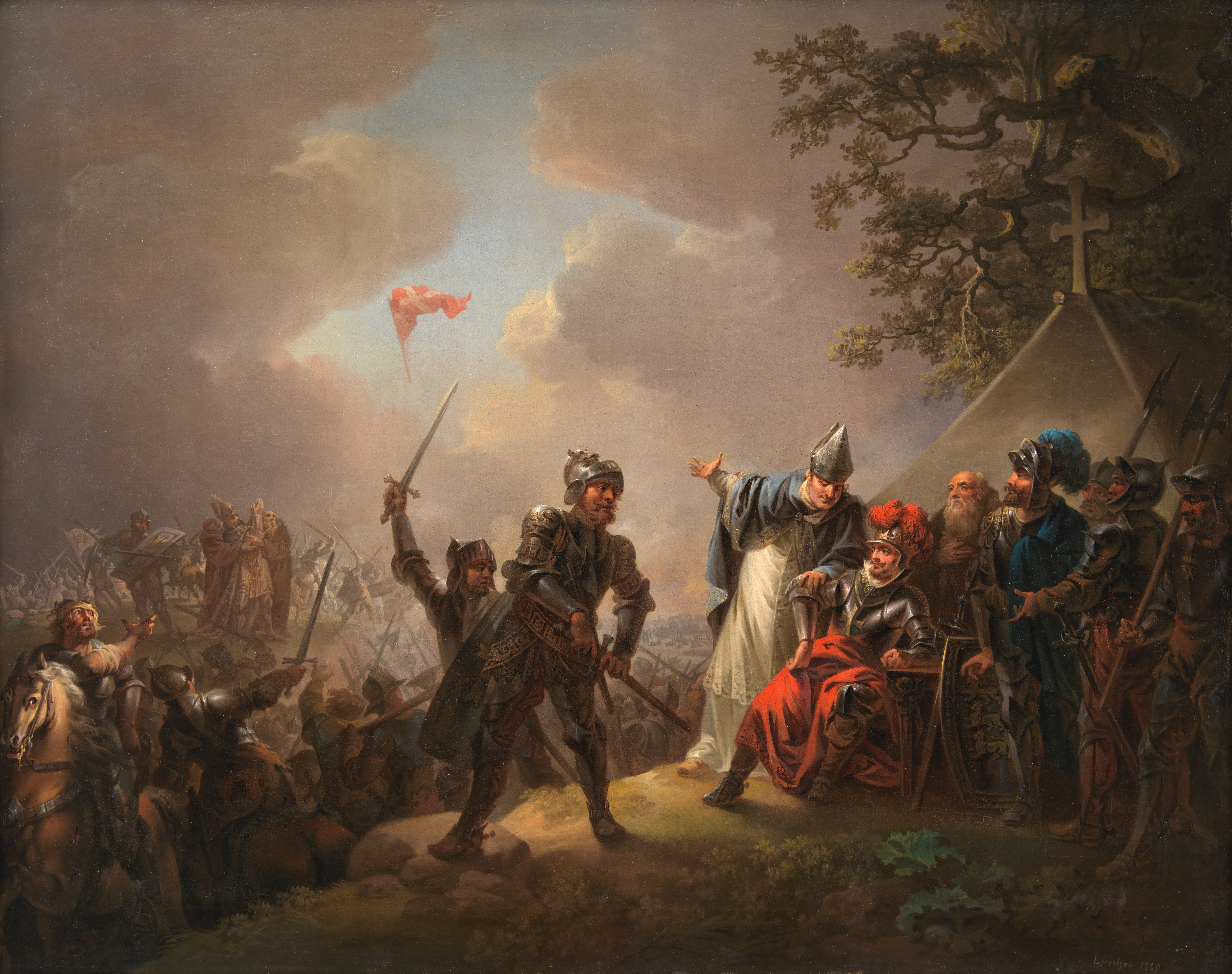
Dannebrog từ trời rơi xuống trong Trận Lyndanisse, 15.6.1219. Họa sĩ Christian August Lorentzen vẽ năm 1809. Bức tranh treo trong Bảo tàng Nghệ thuật Quốc gia, Đan Mạch

## Sử dụng lịch sử

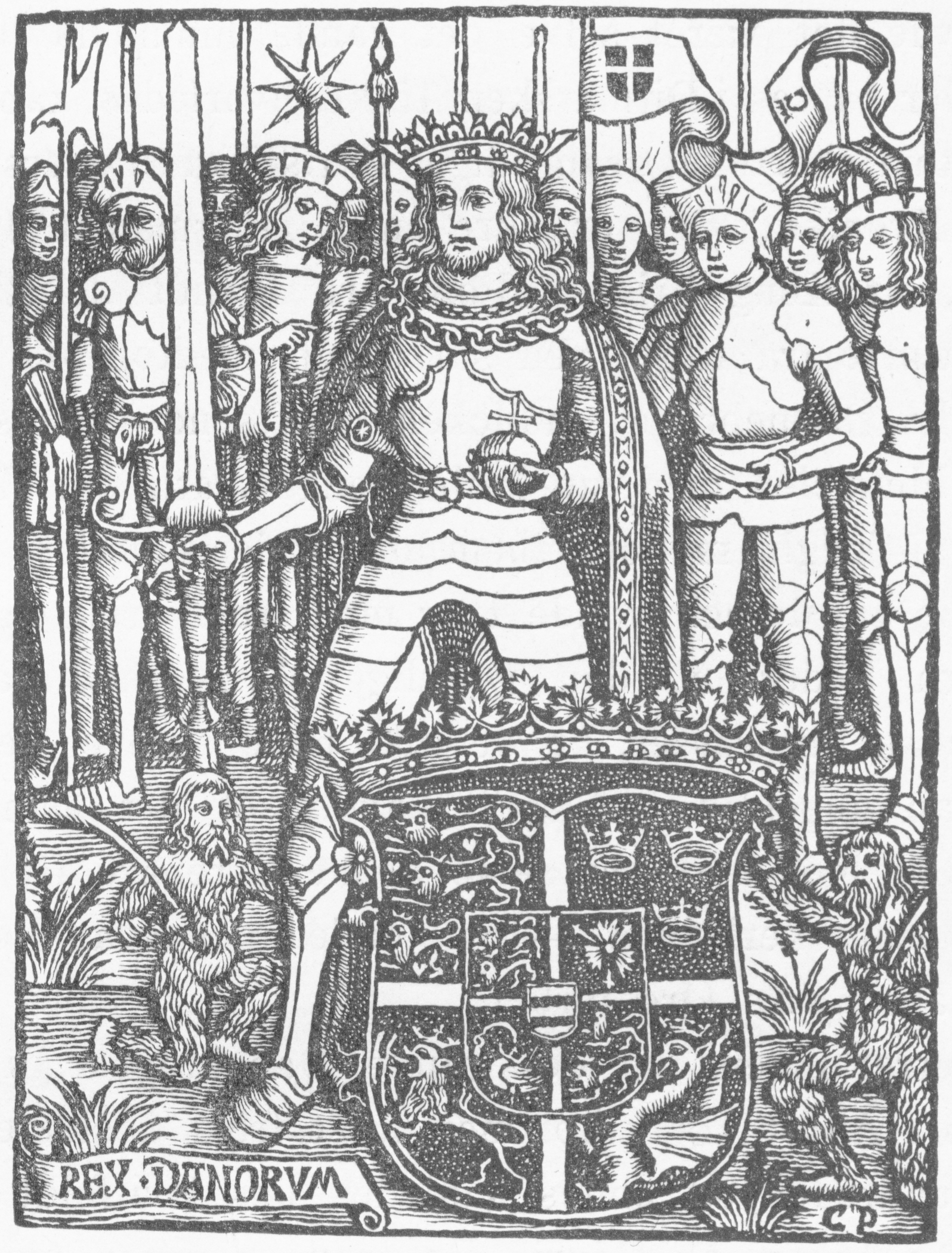
Cờ Đan Mạch trên trang đầu quyển Gesta Danorum của Saxo Grammaticus, theo phiên bản của Christiern Pedersen, 1514. Toàn trang đầu có thể xem ở đây.

### Ghi chép lâu đời nhất về việc sử dụng cờ

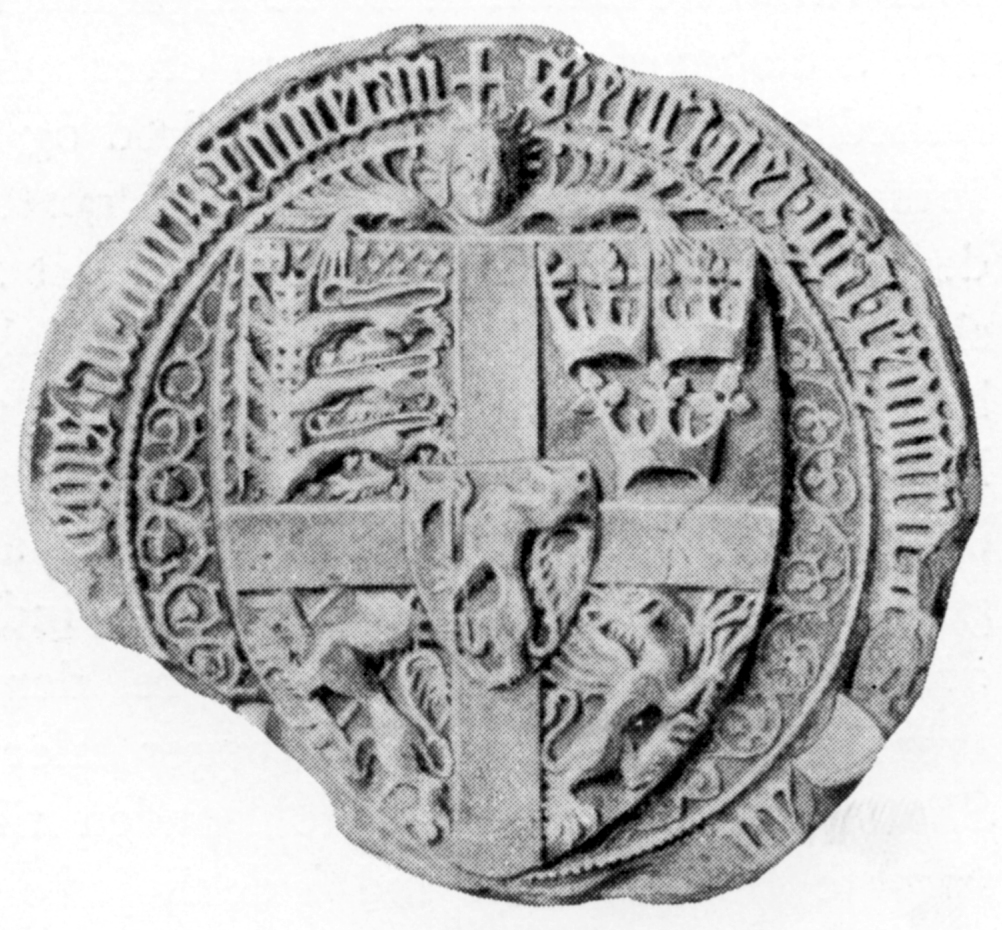
Triện của Eric của Pomerania là vua của Liên minh Kalmar, 1398. Hãy chú ý tới lá cờ Dannebrog nhỏ xíu ở góc trên cùng bên trái

### Liên kết lâu đời nhất không thể tranh cãi

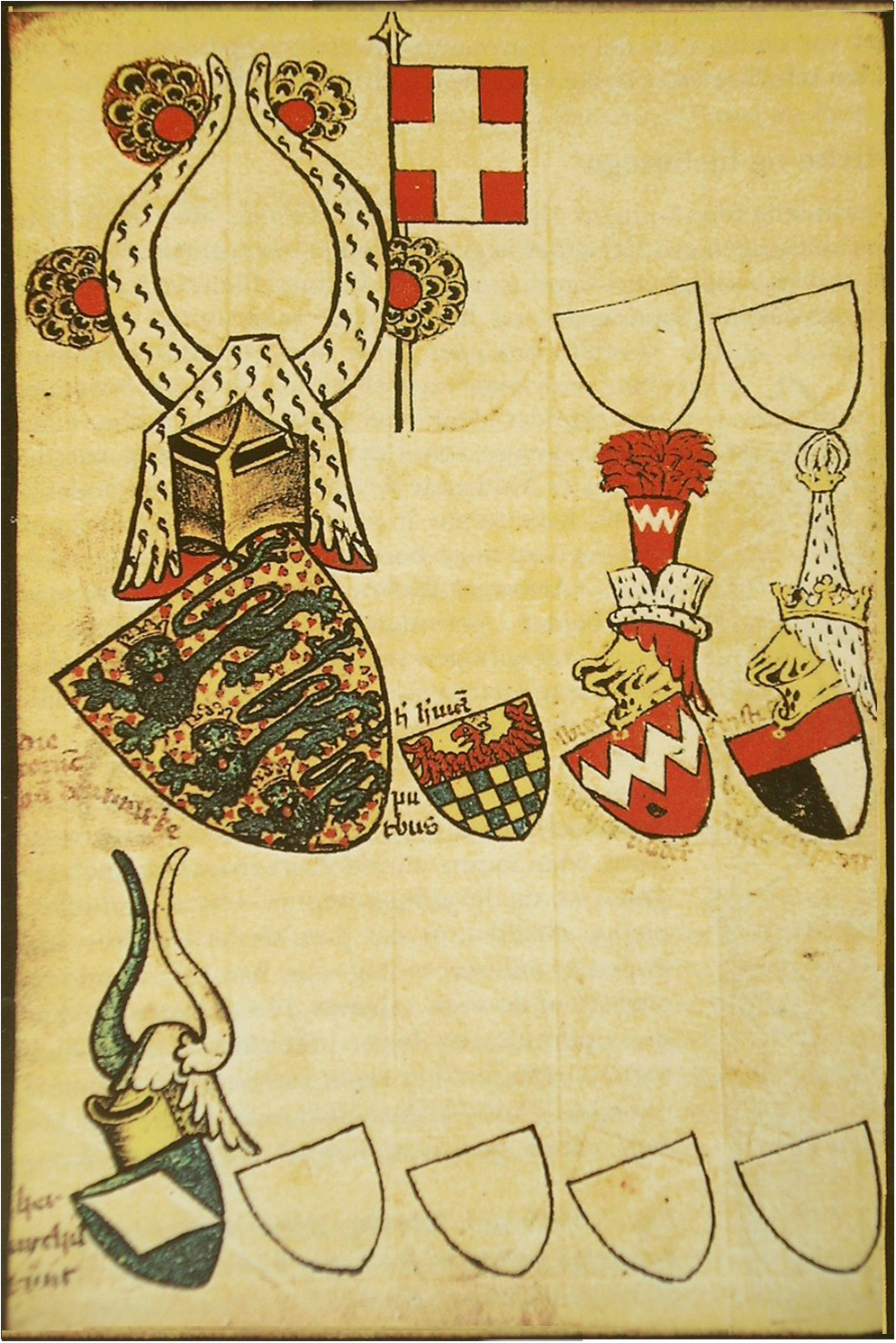
Mặt sau trang 55 trong Tập huy hiệu Gelrel của Hà Lan. Có một hình màu của lá cờ nền đỏ với thập tự màu trắng thuộc vua Đan Mạch được biết đến lâu đời nhất không thể tranh cãi

Cờ Dannebrog được mô tả trong Tập huy hiệu Gelre
Cờ hoàng gia của các vua Đan Mạch dựa trên huy hiệu hoàng gia.

#### Cờ xẻ đuôi và cờ Hải quân

Orlogsflag - Cờ của Hải quân Đan Mạch. Proportions: 7:17

## Các cờ khác của Vương quốc Đan Mạch

8:11 Cờ của quần đảo Faroe
2:3 Cờ của Greenland